# Ephedrus lacertosus
Ephedrus lacertosus är en stekelart som först beskrevs av Alexander Henry Haliday 1833.  Ephedrus lacertosus ingår i släktet Ephedrus och familjen bracksteklar. Arten är reproducerande i Sverige. Inga underarter finns listade i Catalogue of Life.